# Birgitta Lindqvist
Birgitta Kristina Lindqvist (* 24. Juli 1942 in Stugun; † 24. Februar 2010 ebenda) war eine schwedische Skilangläuferin.
Lindqvist, die für den Offerdals SK startete, nahm an den Olympischen Winterspielen 1972 in Sapporo teil. Dabei belegte sie den 32. Platz über 5 km, den 28. Rang über 10 km und den achten Platz mit der Staffel. Im Jahr 1969 kam sie bei den Svenska Skidspelen in Falun auf den zweiten Platz und in den Jahren 1970 und 1972 auf den dritten Platz mit der Staffel. Bei schwedischen Meisterschaften siegte sie im Jahr 1970 über 10 km und in den Jahren 1969 und 1971 mit der Staffel von Offerdals SK.